# Me P.1101戰鬥機
Me P.1101是第二次世界大戰末期由納粹德國空軍所開發的可變翼噴射戰鬥機。引擎主要由亨克爾負責研發，機體由梅塞施密特開發及製造。1945年4月29日，當美軍發現梅塞施密特的秘密工廠時，Me P.1101大約完成了80%。1948年8月，Me P.1101 V1被運到美國的貝爾飛機公司。最後，貝爾以Me P.1101作為基礎研製了X-5試驗機。

## 開發概要
Me P.1101是梅塞施密特應1944年7月15日提出的「緊急戰鬥機計劃」而研製的噴射戰鬥機，目的是一種價廉物美的噴射戰鬥機去取代Me 262戰鬥機，此項目要求：
- 以一個亨克爾HeS 011A噴射發動機作為動力
- 在離地7000米時最快時速達1000公里/小時
- 燃料容量要有1000升以令其飛行時間有半小時
- 最高昇限要有14000米
- 武裝為4門MK-108航空機炮
- 駕駛艙為加壓艙並能抵受美製M2重機槍子彈的攻擊

參與此次投標的還有福克·沃爾夫的Ta 183戰鬥機。

## 主要性能參數
- 乘員：1
- 製造商：納粹德國梅塞施密特
- 全長：9.10公尺
- 翼展：8.20公尺
- 全高：2.80公尺
- 翼面積：15.90m2
- 空重：2,594 kg
- 最大起飛重量：4,500 kg

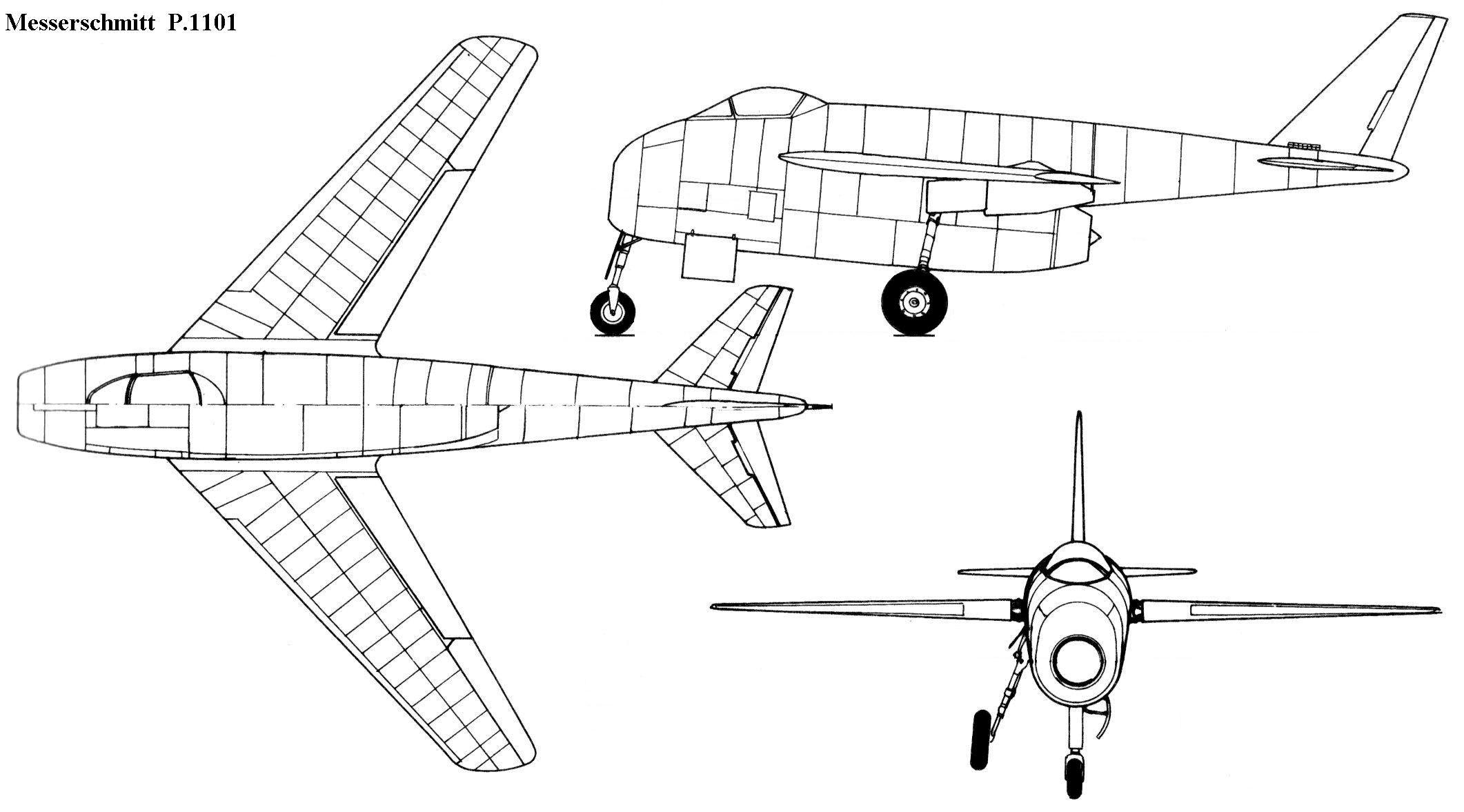
Messerschmitt P.1101

- 發動機：亨克爾HeS 011A 渦輪噴射發動機（靜止推力1,300kg）
- 油箱大小：約370加侖
- 極速：980 km/hr（高度：7,000 m）
- 航程：1,500 km
- 升限：12,000 m
- 武裝：2或4挺30 mm MK 108 cannons和4枚X-4空對空飛彈

## 設計特點

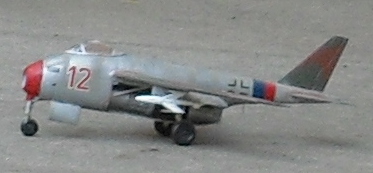
Me P.1101的機身細長而呈魚形，其主翼可選擇後掠35度、40度和45度

Me P.1101的設計是簡單地把噴射發動機置於機身下方，在其上是駕駛艙，其前方是進氣口而機炮炮口在進氣口下方以免硝煙被吸入發動機，機身細長而呈魚形，為了保證穩定性，其機尾一直延長至伸出發動機，在這段機身下方覆上鋼板以免被發動機噴出的高溫氣體燒溶，其主翼是也沿用了Me 262的設計，其最特別之處是其主翼可讓飛行員在地面選擇後掠35度、40度和45度，這是因為還未決定哪一個後掠角度才好

## 外部連結
- 梅赛施密特Me P.1101 （页面存档备份，存于）